# Aeroporto di Kalaupapa
L'aeroporto di Kalaupapa è un aeroporto statunitense, l'unico presente nella contea di Kalawao. Assieme all'aeroporto di Molokai serve l'omonima isola hawaiana, anche se i suoi ingressi giornalieri sono contingentati per il particolare status sociosanitario della contea.

## Storia e servizio
L'aeroporto di Kalaupapa fu costruito nei primi anni 1930 per favorire le comunicazioni con la contea di Kalawao, altrimenti raggiungibile solo via mare per la sua posizione geografica isolata. La contea, in quarantena perpetua in quanto lebbrosario a cielo aperto, dipendeva dal Dipartimento della Salute delle Hawaii, che fino ad allora inviava rifornimenti, rappresentanti e nuovi pazienti solo tramite piroscafi appositamente affittati, che tuttavia difficilmente riuscivano ad avvicinarsi alla costa per via delle condizioni proibitive abituali del mare antistante l'isola di Molokai.
Da allora l'aeroporto di Kalaupapa serve la contea di Kalawao. Nonostante l'abolizione delle restrizioni nel 1969, gli ingressi giornalieri permessi nella contea sono rimasti limitati (al massimo 100), rendendo quindi il traffico aereo di Kalaupapa obbligatoriamente ridotto. L'aeroporto, date le dimensioni ridotte, presenta un solo terminal, costruito all'aperto, e consente voli giornalieri per Honolulu, Molokai e alcuni scali minori di Oahu. Sull'aerodromo non è attiva alcuna torre di controllo del traffico aereo.